# Matinera d'Abbott
La matinera d'Abbott (Malacocincla abbotti) és el nom científic d'un moixó de la família dels Pel·lornèids (Pellorneidae). És un petit ocell de 12 – 13 cm de llargària que habita en zones de vegetació baixa, sovint prop de rierols, al nord de l'Índia, Bangladesh, Myanmar i el sud-est asiàtic, arribant a Sumatra i Borneo.